# Claudia Karvan
Claudia Karvan (Sydney, 1972. május 19. – ) ausztrál színésznő. 
A Titkos életünk című sorozatból Dr. Alex Christensen szerepében ismert. A Love my Way sorozatban Frankie Paige-t alakította, de a televíziós műsort íróként és producerként is jegyzi.

## Élete és pályafutása
Családja görög származású. Nagyapja, Georgiosz Karvuniarész emigránsként érkezett Ausztráliába.
Legelső szerepét 1983-ban kapta a Molly című ausztrál mozifilmben. 1987-ben szerepelt Phillip Noyce Echoes of Paradise című alkotásában, ugyanebben az évben feltűnt Judy Davis oldalán Gillian Armstrong Dagály című rendezésében is.
1993-ban az Ausztrál Filmkritikusok Köre legjobb színésznő kategóriában díjjal tüntette ki a Szívtipró kölyök című romantikus filmben nyújtott alakításáért. Számos jelentős ausztrál filmcsillag oldalán tűnt fel: Ben Mendelsohn-nal a Nagy lopás (1990), Guy Pearce-szel a Randevú az ellenséggel (1996) és Hugh Jackmannel a Ponyvarománc (1999) című filmekben. 2006-ban szerepelt a Rögbiszerencse című, rögbiről szóló filmben.
1996-ban neki ítélték az Ausztrál Filmalap díját, legjobb női főszereplő televíziós sorozatban kategóriában, a G.P. című ausztrál sorozat Sing me a Lullaby című epizódjáért. 2005-ben hasonló díjat kapott: ekkor Frankie Paige szerepéért tüntették ki a Love my Way című sorozatban. A Love my Way producereként Karvan további két AFI-díjat nyert, 2005-ben és 2006-ban legjobb drámasorozat kategóriában.

## Magánélete
1995 óta Jeremy Sparks partnere volt. Két közös gyermekük született: Audrey (2001) és Alfie (2006). Jeremyvel közösen nevelték annak lányát, Holidayt is, aki Spark előző kapcsolatából született Loane Carmen ausztrál színésznőtől.
Kapcsolatuk 2017-ben ért véget.